# Наносекунда
Наносекунда (ns) е една милиардна част от секундата (10-9 s)
Думата наносекунда е образувана от установените със системата SI представка нано- и мерната единица за време секунда. Означава се със символа ns.
Наносекундата е еквивалентна на 1000 пикосекунди или 1/1000 микросекунда. Поради това, че следващата единица в SI е 1000 пъти по-голяма, времена от 10-8 и 10-7 секунди обикновено се изразяват в десетки и стотици наносекунди.
Времена от този порядък обикновено откриваме в телекомуникаците, лазерите и някои области на електрониката. Тук попадат следните по-важни измервания:
- 1 наносекунда (1 ns) – период (реципрочната физична единица) на честотата 1 GHz (109 херца). Това съответства на дължина на радиовълната от 0,3 m, както можем да изчислим, умножавайки 1 ns по скоростта на светлината (приблизително 3·108 m/s), за да определим изминатото разстояние;
- 1,017 наносекунди (приблизително) – времето, необходимо на светлината да измине 1 фут;
- 3,335 640 95 наносекунди (приблизително) – времето, необходимо на светлината да измине 1 метър във вакуум;
- 12 наносекунди – период на полуразпад на K-мезона;
- 20–40 наносекунди – времето, за което протича реакцията на синтез във водородната бомба;
- 100 наносекунди – период на честотата 10 MHz, радиовълни с дължина 30 m (къси вълни);
- 333 наносекунди – период на най-високата радиочестота на средните вълни, 3 MHz.